# Royal Architectural Institute of Canada
Das Royal Architectural Institute of Canada (RAIC) bzw. Institut Royal d’Architecture du Canada (IRAC) wurde 1907 gegründet und ist die etablierteste kanadische Architekturvereinigung mit mehr als 3.200 Mitgliedern. Sie verleiht jährlich gemeinsam mit dem Canada Council for the Arts die Governor General’s Medals in Architecture an vor kurzem fertiggestellte Werke kanadischer Architekten.

## Mitgliedschaft
Zu den Mitgliedern zählen Architekten, Lehrkräfte und Absolventen der kanadischen Architekturschulen. Die Mitgliedschaft ist in entsprechende Kategorien eingeteilt. So tragen Architekten den Titel „Member“ („Mitglied“), Angehörige assoziierter Berufsgruppen den Titel „Fellow“ und Ehrenmitglieder können als „Honorary Fellows“ aufgenommen werden.